# Linnaemya olsufjevi
Linnaemya olsufjevi är en tvåvingeart som beskrevs av Zimin 1954. Linnaemya olsufjevi ingår i släktet Linnaemya och familjen parasitflugor. Arten är reproducerande i Sverige. Inga underarter finns listade i Catalogue of Life.